# Рыжики (деревня)
Ры́жики (фин. Riisikkala) — деревня Колтушского городского поселения Всеволожского района Ленинградской области.

## История
РЫЖИКИ — починок арендатора у деревни Размителева на земле Ильиных 7 дворов, 20 м. п., 20 ж. п., всего 40 чел. (1896 год)

В конце XIX — начале XX века административно относились к Колтушской волости 2-го стана Шлиссельбургского уезда Санкт-Петербургской губернии.
Первые постройки на месте будущей деревни Рыжики — выселки из деревни Разметелево, появились на картах в 1914 году. Большую часть населения деревни составляли переселенцы и потомки переселенцев из Финляндии, так называемые «финляндские карелы».

РЫЖИКИ — деревня Мягловского сельсовета Ленинской волости, 13 хозяйств, 62 души.
 
Из них: финнов-ингерманландцев — 1 хозяйство, 5 душ; финнов-суоми — 12 хозяйств, 57 душ; (1926 год)

По административным данным 1933 года деревня Рыжики относилась к Новопустошскому финскому национальному сельсовету.

РЫЖИКИ — деревня Ново-Пустошского сельсовета, 72 чел. (1939 год)

План деревни Рыжики. 1939 год

В 1940 году деревня насчитывала 12 дворов.
До 1942 года — место компактного проживания ингерманландских финнов.
По данным 1966 года деревня Рыжики входила в состав Колтушского сельсовета.
По данным 1973 года деревня Рыжики входила в состав Новопустошского сельсовета.
По данным 1990 года деревня Рыжики входила в состав Разметелевского сельсовета.
В 1997 году в деревне проживали 8 человек, в 2002 году — 9 человек (все русские), в 2007 году — 5.
С 2013 года в составе Колтушского сельского поселения.

## География
Деревня расположена в юго-западной части района на автодороге 41К-078 (Санкт-Петербург — Всеволожск).
Расстояние до ближайшей железнодорожной станции Мяглово — 6 км.
Деревня находится на Колтушской возвышенности, к северо-западу и смежно с деревней Разметелево.

## Демография
| 2007 | 2010 | 2017 |
| ---- | ---- | ---- |
| 5    | ↗9   | ↗13  |

Национальный состав
Согласно данным Всероссийской переписи населения 2021 года в деревне проживали 27 человек, из них:
 русские — 17, татары — 1 человек, остальные национальность не указали.